# Luciano Taccone
Luciano Taccone (Quilmes, 29 de mayo de 1989) es un deportista argentino que compite en triatlón. Ganó una medalla de bronce en los Juegos Panamericanos de 2019, y una medalla de oro en el Campeonato Panamericano de Triatlón de 2016.

## Palmarés internacional
| Juegos Panamericanos    | Juegos Panamericanos     | Juegos Panamericanos | Juegos Panamericanos |
| Año                     | Lugar                    | Medalla              | Prueba               |
| ----------------------- | ------------------------ | -------------------- | -------------------- |
| 2019                    | Lima (Perú)              | Medalla de bronce    | Individual           |
| Campeonato Panamericano |                          |                      |                      |
| Año                     | Lugar                    | Medalla              | Prueba               |
| 2016                    | Buenos Aires (Argentina) | Medalla de oro       | Individual           |